# Chambles
Chambles ist eine französische Gemeinde mit 1.071 Einwohnern (Stand: 1. Januar 2022) im Département Loire in der Region Auvergne-Rhône-Alpes. Sie gehört zum Arrondissement Montbrison und zum Kanton Saint-Just-Saint-Rambert. Die Bewohner werden Chamblous und Chamblouses genannt.

## Geografie
Chambles liegt in der historischen Landschaft Forez im Zentralmassiv an der Loire, die hier zum Lac de Gragent aufgestaut wird und die Gemeinde im Osten begrenzt. Umgeben wird Chambles von den Nachbargemeinden Saint-Just-Saint-Rambert im Norden, Saint-Étienne im Osten, Caloire im Süden, Saint-Maurice-en-Gourgois im Süden und Südwesten, Périgneux im Westen sowie Saint-Marcellin-en-Forez im Nordwesten.

## Bevölkerungsentwicklung
| Jahr                       | 1962 | 1968 | 1975 | 1982 | 1990 | 1999 | 2006 | 2017 |
| -------------------------- | ---- | ---- | ---- | ---- | ---- | ---- | ---- | ---- |
| Einwohner                  | 288  | 295  | 356  | 545  | 624  | 762  | 877  | 1000 |
| Quellen: Cassini und INSEE |      |      |      |      |      |      |      |      |

## Sehenswürdigkeiten
- Kirche Saint-Pierre
- Burg Essalois aus dem 11. Jahrhundert
- Turm von Chambles, ehemaliger Donjon der Burg, aus dem 12. Jahrhundert, seit 1949 als Monument historique eingeschrieben
- Schloss Vassalieux aus dem 16. Jahrhundert, sein Taubenschlag ist seit 1981 als Monument historique eingeschrieben
- Seminar Notre-Dame-des-Grâces aus der ersten Hälfte des 17. Jahrhunderts, Kirche, Fassaden und Dächer der Gemeinschaftsgebäuden und der Ermitage sind seit 1984 als Monument historique eingeschrieben
- Ehemalige Priorei Le Châtelet aus dem 12. Jahrhundert, Kapelle seit 1945 als Monument historique eingeschrieben

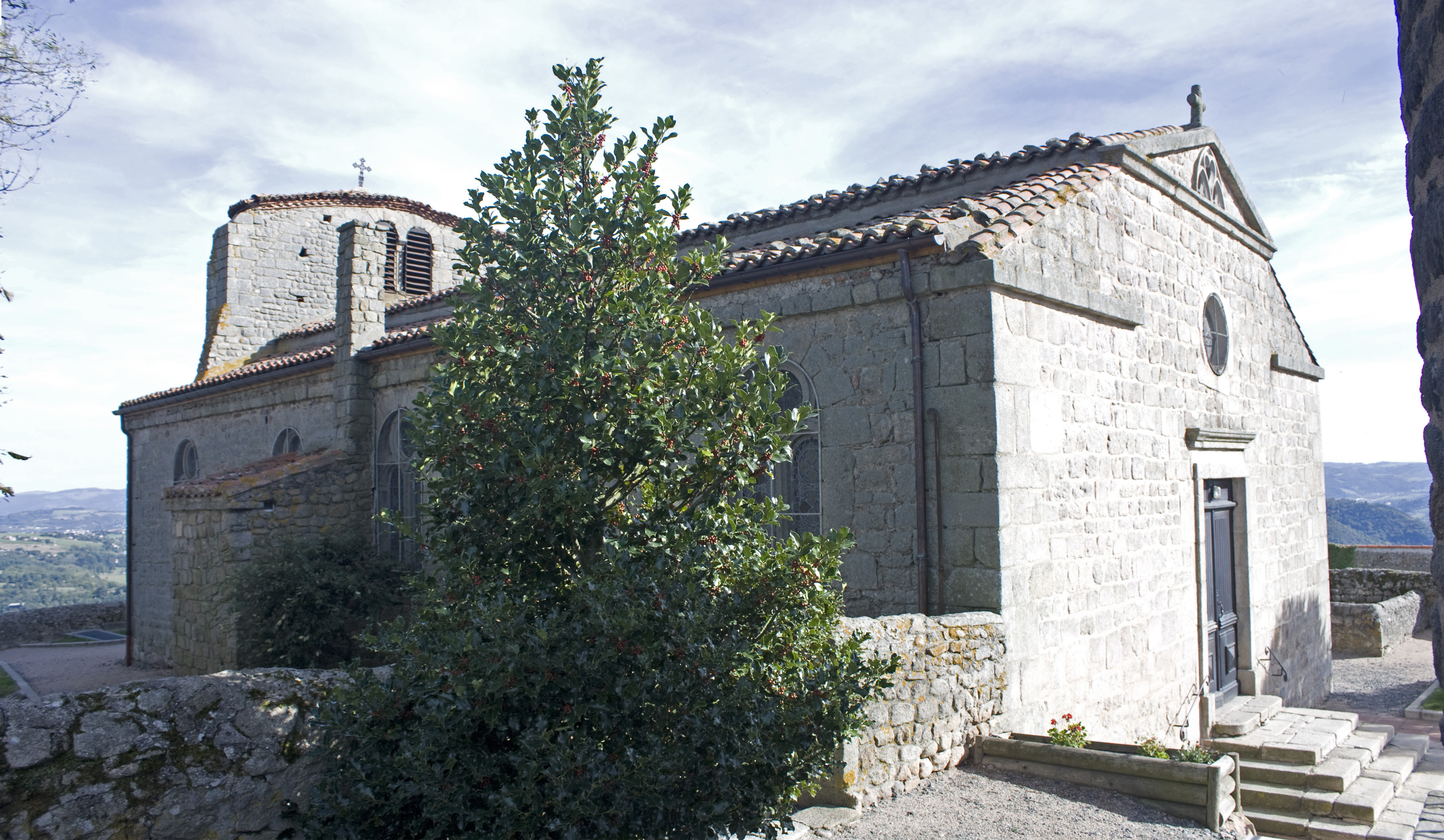
Kirche Saint-Pierre
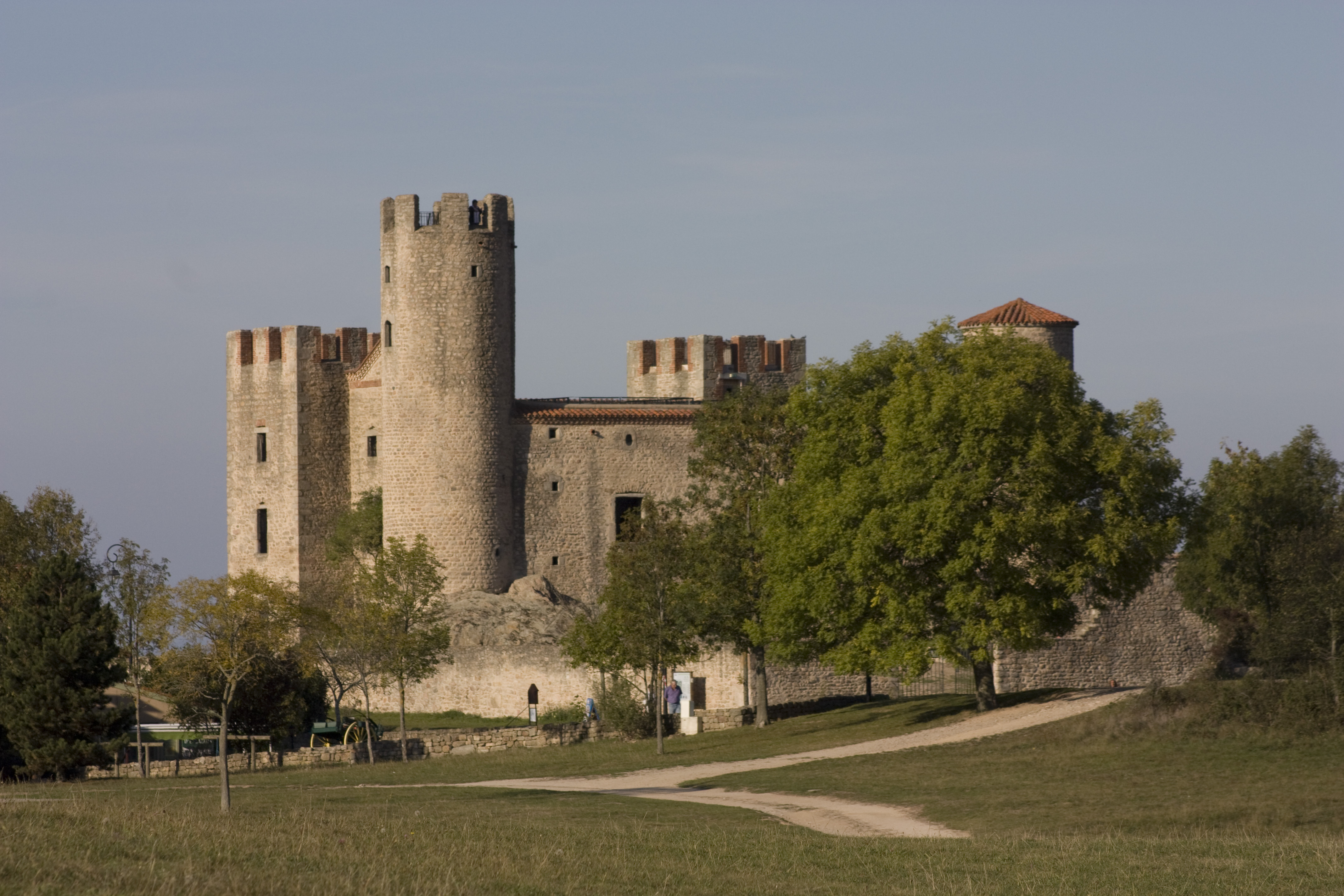
Burg Essalois
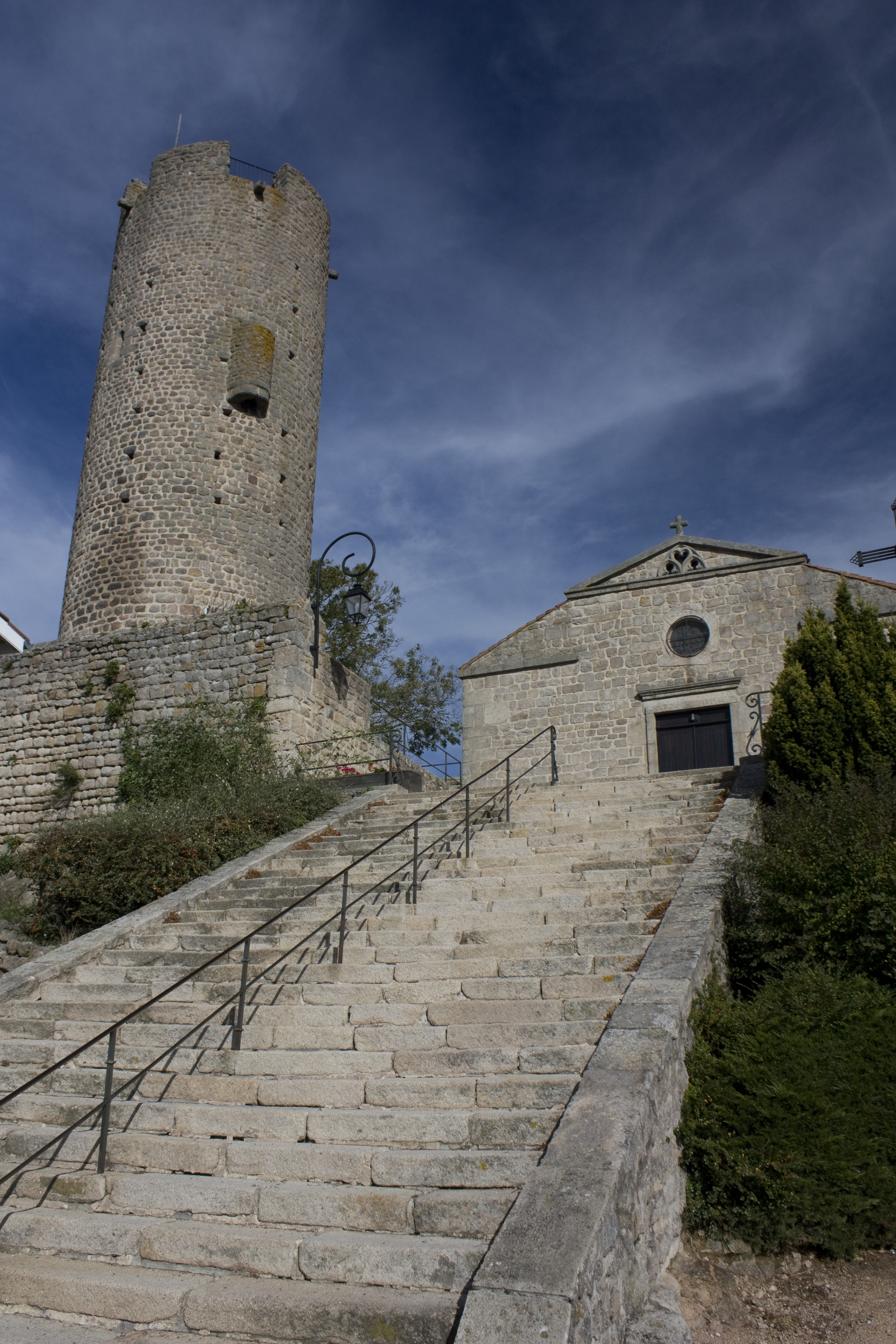
Treppenaufgang zum Turm von Chambles
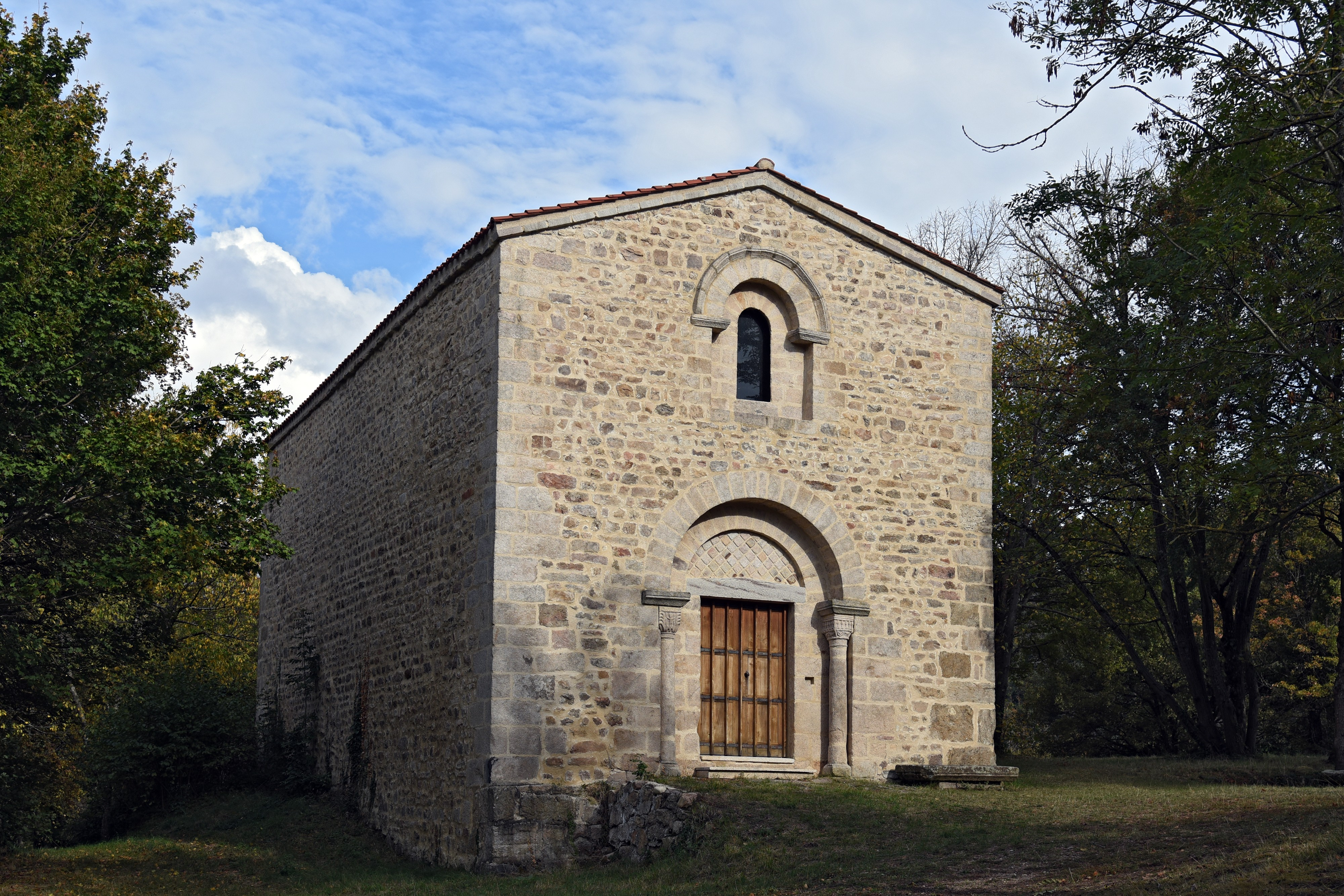
Kapelle der ehemaligen Priorei